# NGC 2399
NGC 2399 – gwiazda potrójna znajdująca się w gwiazdozbiorze Małego Psa. Poszczególne gwiazdy są 13, 14 i 15 wielkości. Skatalogował ją George Phillips Bond 26 lutego 1853 roku, sądząc, że to zamglona, niewielka gromada gwiazd.